# Saint-Séverin-sur-Boutonne
Saint-Séverin-sur-Boutonne ist eine französische Gemeinde mit 93 Einwohnern (Stand: 1. Januar 2022) im Département Charente-Maritime in der Region Nouvelle-Aquitaine (vor 2016: Poitou-Charentes); sie gehört zum Arrondissement Saint-Jean-d’Angély und zum Kanton Matha. Die Einwohner werden Saint-Séverinois und Saint-Séverinoises genannt.

## Geographie
Saint-Séverin-sur-Boutonne liegt an der Boutonne, etwa 65 Kilometer ostsüdöstlich von La Rochelle in der Saintonge. Umgeben wird Saint-Séverin-sur-Boutonne von den Nachbargemeinden Plaine-d’Argenson im Nordwesten und Norden, Le Vert im Norden und Nordosten, Dampierre-sur-Boutonne im Osten und Südosten, Coivert im Süden und Südwesten sowie Villeneuve-la-Comtesse im Westen.

## Bevölkerungsentwicklung
| Jahr                       | 1962 | 1968 | 1975 | 1982 | 1990 | 1999 | 2006 | 2019 |
| Einwohner                  | 190  | 188  | 170  | 156  | 145  | 136  | 122  | 95   |
| Quellen: Cassini und INSEE |      |      |      |      |      |      |      |      |

## Sehenswürdigkeiten
- Kirche Saint-Séverin

Siehe auch: Liste der Monuments historiques in Saint-Séverin-sur-Boutonne

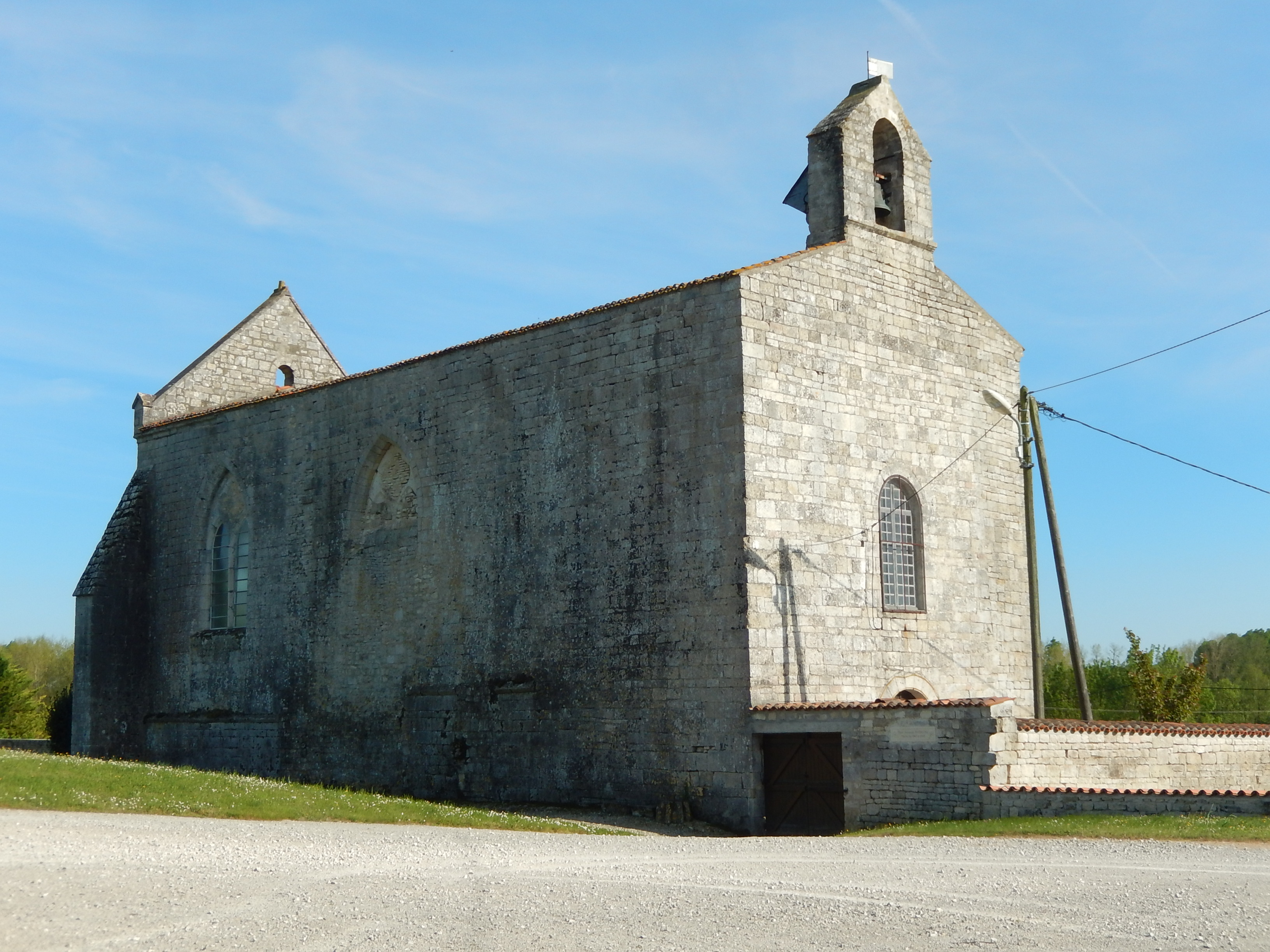
Kirche Saint-Séverin